# 欧桑日
欧桑日（法語：Auxange）是法国汝拉省的一个市镇，位于该省北部，属于多勒区。该市镇总面积5.2平方公里，2009年时的人口为191人。

## 人口
欧桑日人口变化图示